# Prnjavor (Kapela)
Prnjavor is een plaats in de gemeente Kapela in de Kroatische provincie Bjelovar-Bilogora. De plaats telt 28 inwoners (2001).